# 베른 방크도르프역
베른 방크도르프역(독일어: Bahnhof Bern Wankdorf)은 스위스 베른주 베른에 있는 기차역이다. 베른 동쪽의 첫 번째 역이며, 여러 철도 노선의 중간 정류장이다.

## 운행편
다음 서비스는 베른 반크도르프에서 정차한다.
- 베른 S-반 :
  - S1 : 프리부르와 툰 사이 30분 간격 운행.
  - S2 : 플라마트와 랑나우.
  - S3 : 벨프와 빌/비엔 사이를 30분 간격으로 운행한다.
  - S31 : 벨프와 빌/비엔 사이 러시아워 서비스.
  - S4 : 툰과 랑나우 간 매시간 운행.
  - S44 : 툰과 졸로투른 또는 주미스발트-그뤼넨